# Suzy Platiel
Suzanne Platiel dite Suzy ou Suzie Platiel, née Suzanne Benguigui le 8 juillet 1930 à Mascara et morte le 3 mars 2024 à Paris,, est une ethnolinguiste et une africaniste au CNRS.
Ses recherches portent principalement sur les contes et sur leur influence positive dans le développement socio-affectif des enfants. Elle ne se considère pas comme une conteuse mais est amenée à conter lors de conférences notamment.

## Biographie

### Vie personnelle

#### Origines et formation
Née en 1930,,, Suzanne Andrei Nelly Benguigui est juive non pratiquante originaire d'Algérie. À l'âge de 11 ans, pendant la Seconde guerre mondiale, elle commence à s'intéresser à l'étude des peuples pour « comprendre comment la différence faisait que l'on ne pouvait pas être solidaire ».
Elle reprend ses études à 31 ans et sort diplômée d'ethnologie et de linguistique.

#### Mariage
Suzy Benguigui rencontre l'artiste-graveur Roger Platiel (1934-1978) à Paris en 1956. En 1959, ils voyagent plusieurs mois, pour une grande part à pied et en stop au Mexique aux États-Unis, et au Canada. Ils se marient en 1960. Roger Platiel accompagne son épouse en Haute-Volta lors de ses travaux de recherches. Ils se séparent en 1972 et divorcent en 1974.

### Carrière

#### Linguiste au Burkina Faso et éditrice de contes africains
Suzy Platiel a une première expérience professionnelle d'un an à Rome.
À partir de septembre 1967, et pendant vingt ans, chercheuse au CNRS, Suzy Platiel étudie la langue de l'ethnie des Sanan (en Mandé sud) du Burkina Faso (alors Haute-Volta) dont la population ne connait pas encore l'écriture et ne dispose pas d'école. Engagée comme linguiste par le Ministère de l'Education, elle doit transcrire la langue des Sanan en un alphabet, une grammaire, une syntaxe et un dictionnaire. Elle est d'abord aidée d'un interprète de 17 ans ayant appris le français auprès de missionnaires catholiques, ayant d'apprendre elle-même la langue. Elle retourne sur place en décembre 1969 puis en 1971. En 1973, plutôt que d'utiliser les travaux de Suzy Platiel pour apprendre aux gens à lire et écrire comme il était initialement prévu, le français est choisi comme langue d'enseignement dans les écoles.
En travaillant sur un corpus de plus de trois cent contes, elle constate le rôle majeur du conte, raconté le plus souvent pendant les saisons sèches - en raison de la croyance selon laquelle les contes empêcheraient la pluie de tomber en saisons humides - dans l'éducation et dans la vie sociale de cette société exclusivement orale : « Si vous demandez aux Sanan à quoi servent les contes, mille fois entendus et mille fois répétés, on commencera par vous parler de leur fonction ludique, mais si vous insistez sur leur rôle, précisément pour les enfants, les vieux vous diront alors : "Les contes leur servent à apprendre et maîtriser la parole" ».
Parmi les 327 ou 338 contes qu'elle collecte alors, 45 sont publiés en 1984 aux éditions Armand Colin.

#### Instauratrice de l'expérience de«l'Heure du conte»dans le cadre scolaire
Dans les années 1980, Suzy Platiel décide de raconter et de faire raconter, chaque semaine et dans plusieurs classes, une « heure de conte ». L'expérience est reconduite en banlieue parisienne au collège Anne Frank à Antony dans trois classes de sixième - dont celle de Nicole Launey - et dans la classe d'éducation spécialisée de 1984 à 1987. Il est constaté que les élèves, d'origines diverses, se mettent davantage à prendre la parole d'eux-mêmes. L'expérience a lieu pendant 2 ans dans les classes du CP au CM2 de l'école primaire du Noyer-Doré, au lycée Buffon et dans un collège du 14e arrondissement de Paris. Elle souligne que les adolescents, réticents au départ, prennent rapidement goût à l'exercice : « "Nous ne sommes pas des bébés", avaient dit certains tandis qu’un autre renchérissait “les contes m’ennuient” […] Pourtant, pris dans leurs propres contradictions, en même temps qu’ils prétendaient mépriser ces séances, semaine après semaine, ils me demandaient de revenir ».
Ces essais confirment l'hypothèse née au Burkina Faso : la maîtrise du langage oral est nécessaire au développement, rassemble les individus et augmente les capacités de concentration et d'écoute. Selon elle, le conte est « un extraordinaire outil qui parvient, dans le plaisir, à faire de chacun de nous un adulte accompli qui saura être un être humain respectueux de l'autre, un être social bien intégré dans sa communauté tout en sachant rester un individu à part entière ». Le conte « enseigne les codes de comportement dans la société et permet le développement de l'individu. Inconsciemment, l'enfant acquiert la morale de l'histoire et donc, les règles de bonne conduite ».
Le professeur de lettres Jean-Christophe Gary s'inspire des travaux de Suzy Platiel et organise des cercles de conteurs avec ses propres classes,. Parmi les contes qu'il enregistre se trouvent certains de ceux transmis par Suzy Platiel. Leur collaboration donne lieu au podcast "Les Histoires de Suzy Platiel - Plaidoyer pour le conte" diffusé sur Radio France le 13 mars 2013.

#### Conférencière et formatrice
En 2013, avec le Centre méditerranéen de littérature orale, elle met en place un groupe de travail et de réflexion dans le but de promouvoir la communication directe dans l'éducation.
En 2017, Suzy Platiel est formatrice au Conservatoire contemporain de littérature orale (CLiO).
En juin 2017 est fondé le collectif "Les histoires à la bouche avec Suzy Platiel" qui rassemble des conteurs intervenant dans les établissements scolaires et dans différentes structures sur le modèle des cercles de conteurs de Suzy Platiel.
Suzy Platiel est également conférencière pour des associations. En 2018, elle donne la conférence intitulée Le Conte, Outil d'Education et d'Humanité, à l'association Une sorcière m'a dit. Le 25 novembre 2018, elle donne une conférence et récite plusieurs contes à l'occasion de la rencontre annuelle des ateliers de conteurs organisée par l'association Racontez Voir à Ivry-sur-Seine.

### Reconnaissance
Suzy Platiel est décrite comme une rencontre déterminante de Laurence Bellon dans le post-scriptum de son ouvrage L’atelier du juge. À propos de la justice des mineurs publié en 2011.
En janvier 2019, Suzy Platiel fait don de ses travaux de recherche à l'ambassade du Burkina Faso en France. Le 14 janvier 2019, elle reçoit un doctorat d'Etat lors d'une cérémonie de remise de diplôme organisée par l'ambassade du Burkina Faso à Paris, en présence de l'ambassadeur du Burkina Faso Alain Francis Gustave Ilboudo, de l'ambassadrice déléguée permanente adjointe du Burkina Faso auprès de l'UNESCO Sabine Bakyono et du ministre de la Culture, des Arts et du Tourisme Abdoul Karim Sango.
En 2021, Jean-Christophe Gary consacre la postface de Petite sorcière qui semait des contes au parcours de Platiel.

### Mort
Suzy Platiel meurt à Paris le 3 mars 2024 à l'âge de 93 ans. Elle est inhumée le 8 mars au cimetière d'Alfortville.